# Maszyna transportowa
Maszyna transportowa – maszyna robocza przemieszczająca ciała (zmieniająca ich położenie).
Podział:
- maszyny transportowe o zasięgu ograniczonym – maszyny transportu bliskiego
- maszyny transportowe o zasięgu nieograniczonym – maszyny transportu dalekiego
- maszyny do transportu materiałów sypkich